# Auckland Football Club
El Auckland Football Club es un club de fútbol profesional con sede en Auckland, Nueva Zelanda, que compite en la A-League, máxima categoría del fútbol australiano. Fundado el 14 de marzo de 2024 como Auckland FC, el club tiene licencia de las Ligas Profesionales Australianas. El estadio local del club es el Mount Smart Stadium.
En noviembre de 2023, el propietario elegido por el club, Bill Foley, le otorgó a Auckland una licencia de la A-League, como parte de la expansión de la competencia del tercer tramo.
Mantiene una rivalidad con el Wellington Phoenix denominada Kiwi Clásico, ambos son los únicos clubes de Nueva Zelanda jugando en la primera división australiana, y los únicos que juegan en una confederación distinta a la de su país.

## Historia

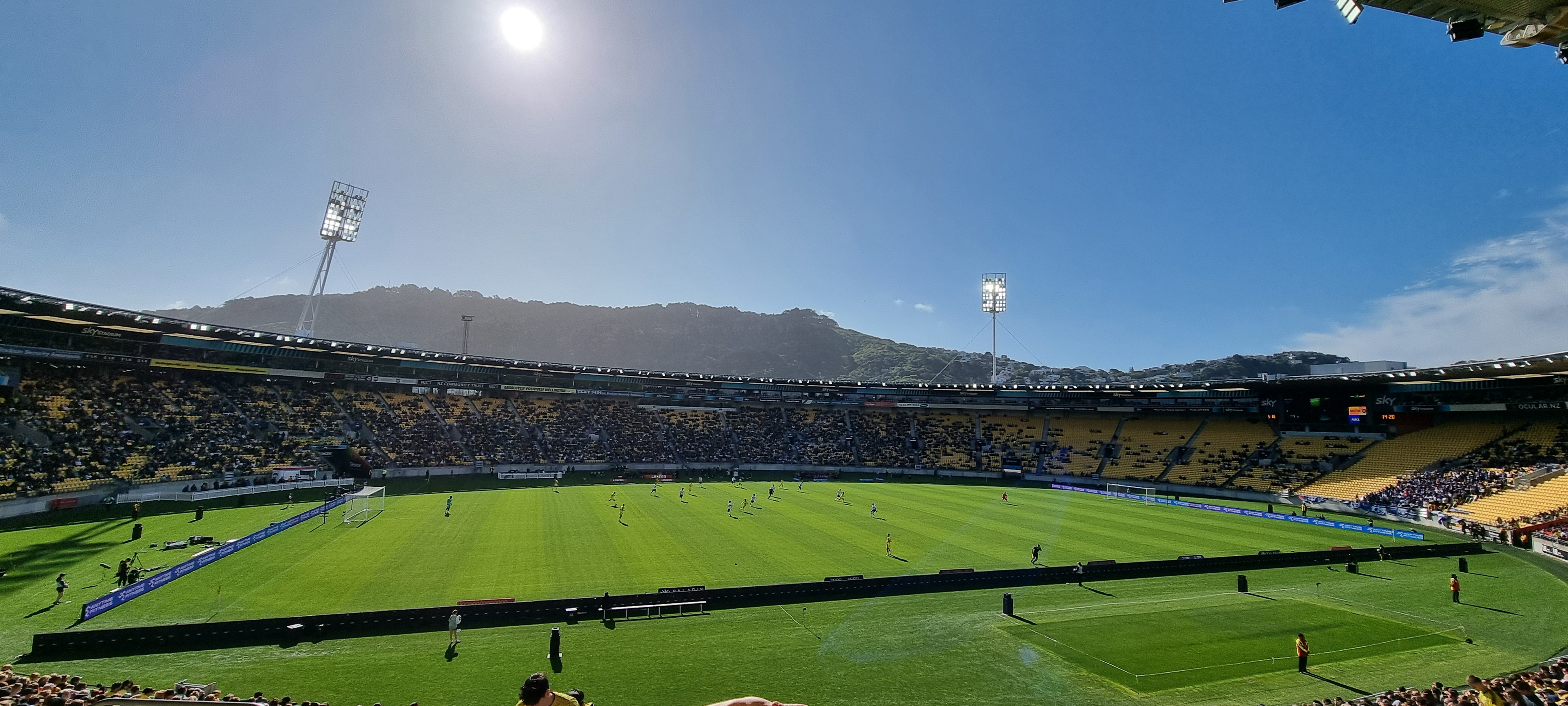
Partido entre Wellington Phoenix y Auckland FC en el Estadio Regional de Wellington el 2 de noviembre de 2024.

En marzo de 2023, las Ligas Profesionales de Australia confirmaron los planes para que los próximos dos clubes de expansión tengan su sede en Canberra y Auckland antes de la temporada 2024-25. En octubre de 2023, se confirmó que el postor preferido como propietario de la nueva licencia de Auckland era Bill Foley, y la licencia se adjudicó oficialmente el 21 de noviembre. Hablando en el momento de la adjudicación de la licencia en noviembre de 2023, Foley afirmó que "había mucho trabajo por hacer" para determinar el nombre y el logotipo del club y que "no estaba casado con ningún nombre en este momento", a pesar de expresar una preferencia personal por "Black Knights".
El 14 de marzo de 2024, el club anunció oficialmente su nombre, logotipo y uniforme inaugural en su sede en Auckland. El nombre se anunció como Auckland FC y un uniforme de rayas que presentaba azul eléctrico y negro como sus colores principales. El kit fue fabricado por New Balance. El apodo se reveló como "Black Knights", que está asociado con varios clubes que posee Foley y se refiere al apodo de los equipos deportivos de su alma mater, la Academia Militar de los Estados Unidos. El mismo día del anuncio, el club reveló a Terry McFlynn como su director de fútbol, y Steve Corica como su entrenador inaugural. Auckland FC anunció cuatro fichajes de jugadores, el primero antes de la temporada 2024-25, en mayo.
El primer partido de la temporada regular de la A-League masculina del Auckland FC se celebró el 19 de octubre de 2024 en su estadio local, el Mount Smart Stadium. Frente a un lleno absoluto de 24.492 espectadores, los Black Knights derrotaron al Brisbane Roar por 2-0.

## Palmarés
Premiership: (1)
- 2024-25